# Centre européen de lutte contre la cybercriminalité
Pour le catcheur, voir Ethan Carter III
Le Centre européen de lutte contre la cybercriminalité (en anglais European Cybercrime Centre ou EC3) est une structure mise en place par l'Union européenne, dont le but est de lutter contre la cybercriminalité en Europe. Il est situé dans les locaux d'Europol (office européen de police), à La Haye aux Pays-Bas.
La création de ce centre fait partie des mesures mises en place par l'UE ayant pour but de protéger les citoyens contre la criminalité en ligne. Ses missions porteront notamment sur la fraude en ligne, la maltraitance infantile en ligne et d'autres types de cybercriminalité comme les activités illicites en ligne menées par des organisations criminelles.
Le centre est inauguré officiellement le 11 janvier 2013 bien que sa mission ait démarré le 1er janvier 2013.